# شانق (مقاطعة دليجان)
شانق (بالفارسية: شانق) هي قرية تقع في مركزي في إيران. يقدر عدد سكانها بـ 97 نسمة بحسب إحصاء 2016.